# 妙福寺 (銚子市)
妙福寺（みょうふくじ）は、千葉県銚子市妙見町にある日蓮宗の寺院。山号は海上山。境内に妙見菩薩を祀る妙見宮があることから町名の由来となり、また藤の寺としても知られる。旧本山は、大本山法華経寺。親師法縁。

## 歴史
妙福寺は正和3年（1314年）4月26日、日蓮の直弟子・中老僧日高を開基とし、中山法華経寺三世の日祐によって開創された。
元は匝瑳市入山崎にあった真言宗寺院で、改宗されたのち、現在地に移された。完成までに約33年の歳月を費やしている。
妙見宮本殿には、聖徳太子の作で本朝北辰像の初めての作と伝えられる北辰妙見大菩薩像が祀られている。この像は、千葉県にゆかりの深い源満仲が深く尊信したもので、代々源家に伝えられてきたものである。その後、源頼朝、豊臣秀吉も尊崇するようになったとされる。各所を経て、江戸時代に入ると、江戸城中からさらに多古城主松平家に伝わり、正徳五年になって平山久甫をはじめ、幕府および松平家などが発起人となり、当山に祀られるようになったという。
先代廣野日意上人は大本山中山法華経寺143世に栄晋した。

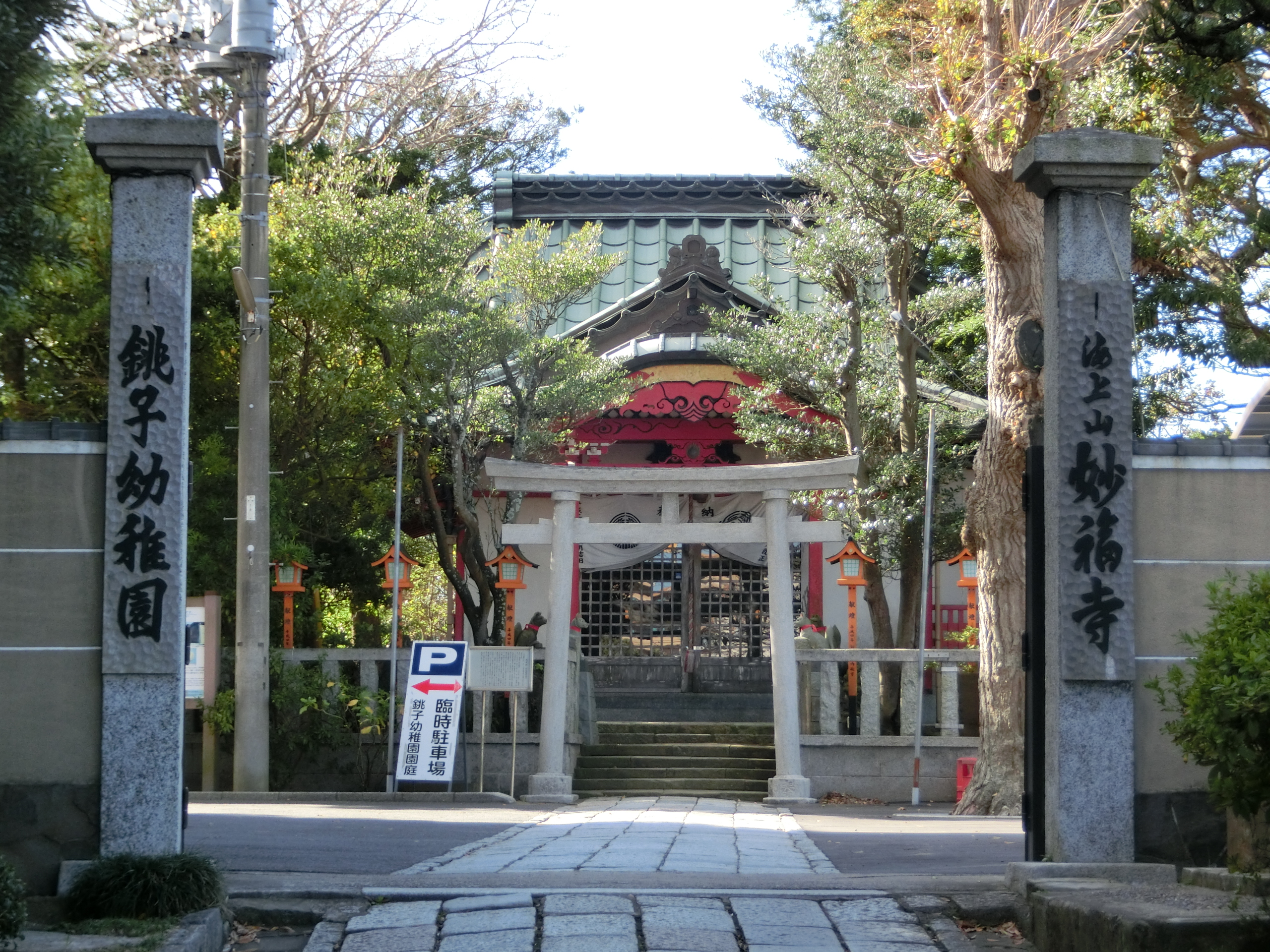
山門
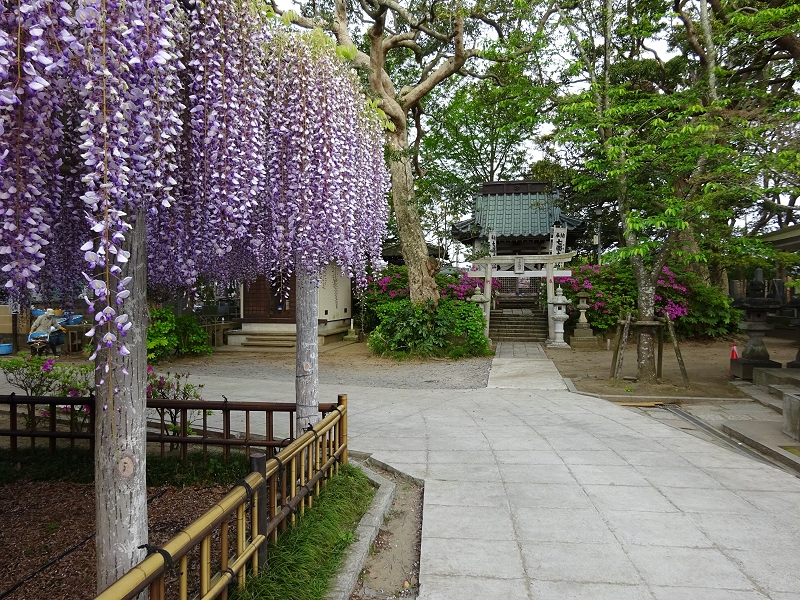
境内
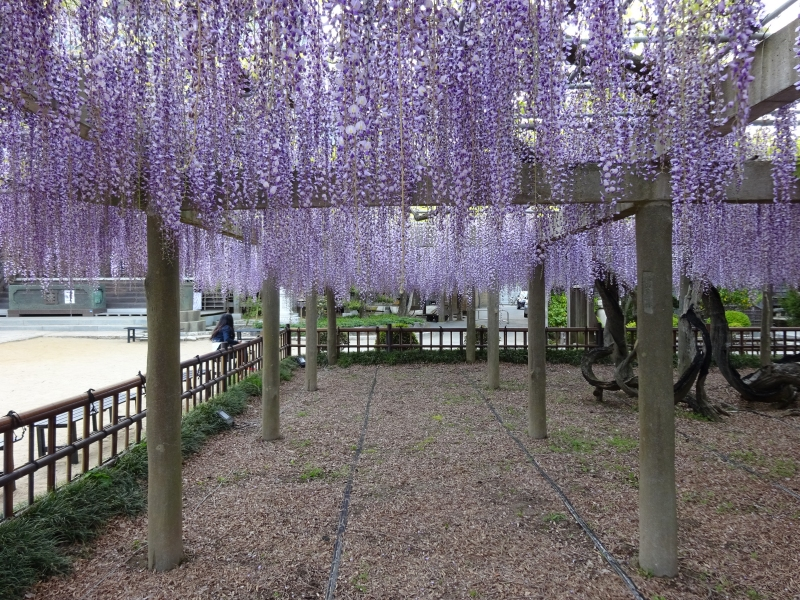
境内

## アクセス
JR総武本線ほか　銚子駅　徒歩5分。